# 맨체스터 모나크스 (AHL)
| 맨체스터 모나크스 |                                                               |
| 콘퍼런스          | 동부 콘퍼런스 (2001년~2015년)                                 |
| 디비전            | 노스 디비전 (2001년~2003년) 애틀랜틱 디비전 (2003년~2015년)   |
| 설립연도          | 2001년                                                        |
| 해체연도          | 2015년                                                        |
| 역사              | 맨체스터 모나크스 (2001년~2015년) 온타리오 레인 (2015년~현재) |
| 경기장            | 버라이즌 와이어리스 아레나                                    |
| 연고지            | 뉴햄프셔주 맨체스터                                           |
| 상징색            | 검정, 회색                                                    |
| 구단주            |                                                               |
| 단장              |                                                               |
| 감독              |                                                               |
| NHL 제휴          |                                                               |
| ECHL 제휴         |                                                               |
| 정규시즌 우승     | 1 (2015)                                                      |
| 콘퍼런스 우승     | 1 (2015)                                                      |
| 디비전 우승       | 4 (2005, 2007, 2014, 2015)                                    |
| 칼더 컵           | 1 (2015)                                                      |
| 영구 결번         |                                                               |

맨체스터 모나크스(Manchester Monarchs)는 미국 뉴햄프셔주 맨체스터를 연고지로 하는 2001년부터 2015년까지 AHL 소속되었던 아이스 하키팀이다.
2015년 연고지를 캘리포니아주 온타리오 (온타리오 레인)로 이전했다.

## 역대 홈경기장
| 맨체스터 모나크스          |               |          |                     |                   |
| 경기장                     | 사용기간      | 수용인원 | 장소                | 비고              |
| 버라이즌 와이어리스 아레나 | 2001년~2015년 | 9,852명  | 뉴햄프셔주 맨체스터 | 현 SNHU 아레나임. |